# Vojislav Stanković
Vojislav Stanković (in serbo Bojиcлaв Cтaнкoвић?; Vranje, 22 settembre 1987) è un calciatore serbo, difensore del Teleoptik.

## Caratteristiche tecniche
È un difensore centrale mancino che può giocare anche come terzino sinistro. Sebbene sia alto e fisicamente possente, è comunque un atleta veloce; è inoltre abile nell'anticipo e nelle palle alte.

## Carriera

### Club
Inizia a giocare nel 2005 con la Dinamo Vranje, dividendosi fra terza e seconda serie, in cui disputa 40 incontri.
Nel gennaio del 2009 passa all'OFK Belgrado, chiudendo la stagione con 10 presenze in massima serie. Nella stagione 2009-2010 gioca 15 partite nella Superliga e una partita nella coppa nazionale fino a gennaio, quando si trasferisce al Partizan Belgrado con cui firma un contratto fino al dicembre 2014.
Chiude la prima stagione al Partizan Belgrado con 10 presenze in campionato e una nella coppa nazionale. Nella stagione 2010-2011 debutta nelle competizioni internazionali per club giocando 5 partite di qualificazione alla UEFA Champions League. Il 24 agosto 2010 ha segnato il tiro di rigore decisivo nella partita Anderlecht-Partizan (2-2), permettendo alla propria squadra di accedere alla fase a gironi della UEFA Champions League. La stagione 2013-2014 è quella con più presenze in carriera: 25 in campionato (con il primo gol in carriera nella partita vinta per 3-2 contro il Donji Srem il 9 novembre 2013), 3 nella coppa nazionale e 4 in ambito internazionale.

### Nazionale
Il 7 aprile 2010 ha esordito con la Nazionale serba nella partita amichevole Giappone-Serbia (0-3) giocata ad Osaka.

## Statistiche

### Presenze e reti nei club
Statistiche aggiornate al 25 dicembre 2014.
| Stagione             | Squadra              | Campionato           | Campionato | Campionato | Coppe nazionali | Coppe nazionali | Coppe nazionali | Coppe continentali | Coppe continentali | Coppe continentali | Altre coppe | Altre coppe | Altre coppe | Totale | Totale |
| Stagione             | Squadra              | Comp                 | Pres       | Reti       | Comp            | Pres            | Reti            | Comp               | Pres               | Reti               | Comp        | Pres        | Reti        | Pres   | Reti   |
| -------------------- | -------------------- | -------------------- | ---------- | ---------- | --------------- | --------------- | --------------- | ------------------ | ------------------ | ------------------ | ----------- | ----------- | ----------- | ------ | ------ |
| 2005-2006            | Dinamo Vranje        | SL-GI                | ?          | 0          | CS              | 0               | 0               | -                  | -                  | -                  | -           | -           | -           | ?      | 0      |
| 2006-2007            | Dinamo Vranje        | PL                   | 23         | 0          | CS              | 0               | 0               | -                  | -                  | -                  | -           | -           | -           | 23     | 0      |
| 2007-2008            | Dinamo Vranje        | SL-GI                | ?          | 0          | CS              | 0               | 0               | -                  | -                  | -                  | -           | -           | -           | ?      | 0      |
| 2008-gen. 2009       | Dinamo Vranje        | PL                   | 17         | 0          | CS              | 0               | 0               | -                  | -                  | -                  | -           | -           | -           | 17     | 0      |
| Totale Dinamo Vranje | Totale Dinamo Vranje | Totale Dinamo Vranje | 58         | 0          |                 | -               | -               |                    | -                  | -                  |             | -           | -           | 58     | 0      |
| gen.-giu. 2009       | OFK Belgrado         | SL                   | 10         | 0          | CS              | 0               | 0               | -                  | -                  | -                  | -           | -           | -           | 10     | 0      |
| 2009-gen. 2010       | OFK Belgrado         | SL                   | 15         | 0          | CS              | 1               | 0               | -                  | -                  | -                  | -           | -           | -           | 16     | 0      |
| Totale OFK Belgrado  | Totale OFK Belgrado  | Totale OFK Belgrado  | 25         | 0          |                 | 1               | 0               |                    | -                  | -                  |             | -           | -           | 26     | 0      |
| gen.-giu. 2010       | Partizan Belgrado    | SL                   | 10         | 0          | CS              | 1               | 0               | UCL+UEL            | -                  | -                  | -           | -           | -           | 11     | 0      |
| 2010-2011            | Partizan Belgrado    | SL                   | 8          | 0          | CS              | 1               | 0               | UCL                | 5                  | 0                  | -           | -           | -           | 14     | 0      |
| 2011-2012            | Partizan Belgrado    | SL                   | 4          | 0          | CS              | 2               | 0               | UCL+UEL            | 0+1                | 0                  | -           | -           | -           | 7      | 0      |
| 2012-2013            | Partizan Belgrado    | SL                   | 7          | 0          | CS              | 2               | 0               | UCL+UEL            | 0                  | 0                  | -           | -           | -           | 9      | 0      |
| 2013-2014            | Partizan Belgrado    | SL                   | 25         | 1          | CS              | 3               | 0               | UCL+UEL            | 2+2                | 0                  | -           | -           | -           | 32     | 1      |
| 2014-2015            | Partizan Belgrado    | SL                   | 15         | 0          | CS              | 3               | 0               | UCL+UEL            | 4+8                | 0                  | -           | -           | -           | 26     | 0      |
| Totale Partizan      | Totale Partizan      | Totale Partizan      | 69         | 1          |                 | 12              | 0               |                    | 22                 | 0                  |             | -           | -           | 103    | 1      |
| Totale carriera      | Totale carriera      | Totale carriera      | 152        | 1          |                 | 13              | 0               |                    | 22                 | 0                  |             | -           | -           | 187    | 1      |

### Cronologia presenze e reti in nazionale
| Cronologia completa delle presenze e delle reti in nazionale ― Serbia | Cronologia completa delle presenze e delle reti in nazionale ― Serbia | Cronologia completa delle presenze e delle reti in nazionale ― Serbia | Cronologia completa delle presenze e delle reti in nazionale ― Serbia | Cronologia completa delle presenze e delle reti in nazionale ― Serbia | Cronologia completa delle presenze e delle reti in nazionale ― Serbia | Cronologia completa delle presenze e delle reti in nazionale ― Serbia | Cronologia completa delle presenze e delle reti in nazionale ― Serbia |
| Data                                                                  | Città                                                                 | In casa                                                               | Risultato                                                             | Ospiti                                                                | Competizione                                                          | Reti                                                                  | Note                                                                  |
| --------------------------------------------------------------------- | --------------------------------------------------------------------- | --------------------------------------------------------------------- | --------------------------------------------------------------------- | --------------------------------------------------------------------- | --------------------------------------------------------------------- | --------------------------------------------------------------------- | --------------------------------------------------------------------- |
| 7-4-2010                                                              | Osaka                                                                 | Giappone                                                              | 0 – 3                                                                 | Serbia                                                                | Amichevole                                                            | -                                                                     |                                                                       |
| Totale                                                                |                                                                       | Presenze                                                              | 1                                                                     |                                                                       | Reti                                                                  | 0                                                                     |                                                                       |

## Palmarès

### Club
- Campionato serbo: 5

Partizan: 2009-2010, 2010-2011, 2011-2012, 2012-2013, 2014-2015
- Coppa di Serbia: 1

Partizan: 2010-2011
- Coppa d'Azerbaigian: 1

Qəbələ: 2018-2019
- Campionato azero: 1

Neftçi Baku: 2020-2021